# Pierre Ramand
Pour les articles homonymes, voir Ramand.
Pierre Ramand, né le 19 novembre 1756 à Lyon (Rhône), mort le 8 septembre 1814 à Boulogne-sur-Mer (Pas-de-Calais), est un militaire français de la Révolution et de l’Empire.

## États de service
Il entre en service le 24 avril 1774, comme soldat au régiment de l’Amérique, et lors de la dissolution de son corps, il passe le 13 janvier 1775, au régiment de Bourgogne. Il fait la campagne de 1779, à bord du vaisseau le Conquérant sous les ordres du comte d’Orvilliers. Le 1er janvier 1780, il passe dans la compagnie de grenadiers de son bataillon, où il devient caporal le 30 janvier 1782, sergent le 26 août 1783, fourrier-écrivain le 1er février 1784, et sergent-major le 1er février 1788.
Le 16 mai 1792, il est nommé adjudant sous-officier avec rang de sous-lieutenant le 16 mai 1792, et adjudant-major le 1er août suivant. Chef de bataillon le 24 juin 1793 dans le 6e bataillon des côtes maritimes, il fait les campagnes de 1793 à l’an VII inclusivement aux armées des Pyrénées orientales et d’Italie. Le 17 septembre 1793, à la bataille de Peyrestortes, avec le bataillon de grenadiers qu’il commande, il repousse et met en déroute une colonne ennemie à laquelle il fait des prisonniers. Chef de brigade provisoire le 10 décembre 1793, attaché à l’état-major de l’armée, il reçoit un coup de feu à l’aine le 4 juin 1794, lors de la prise de Riben et de Touzen, où il commande l’avant-garde.
Confirmé dans son grade par arrêté du comité des consuls et placé à la tête de la 55e demi-brigade de bataille le 31 juillet 1795, il prend le commandement de la 19e demi-brigade de ligne par ordre du général Bonaparte le 1er février 1797. Le 3 avril 1797, il est nommé commandant d’armes à Bastia, puis à Ajaccio le 16 septembre 1798, et il est mis en congé de réforme le 1er août 1799.
Il est rappelé à l’activité le 24 juillet 1800, comme commandant du département de la Lozère, puis il est nommé commandant d’armes de 4e classe à Blaye dans la 11e division militaire le 13 octobre 1800, avant de passer en qualité de commandant de 3e classe à Nieuport le 9 octobre 1803. Il est fait chevalier de la Légion d’honneur le 25 mars 1804, et il prend le commandement de la place de Boulogne-sur-Mer le 11 juin 1804, poste qu’il occupe jusqu’à sa mort le 8 septembre 1814. Le roi louis XVIII l’avait fait chevalier de Saint-Louis le 13 août 1814.

## Sources
- A. Lievyns, Jean Maurice Verdot, Pierre Bégat, Fastes de la Légion-d'honneur, biographie de tous les décorés accompagnée de l'histoire législative et réglementaire de l'ordre, Tome 4, Bureau de l’administration, 1844, 640 p. (lire en ligne), p. 409.
- « Cote LH/2262/44 », base Léonore, ministère français de la Culture
- Léon Hennet, Etat militaire de France pour l’année 1793, Siège de la société, Paris, 1903, p. 109.
- Danielle Quintin et Bernard Quintin, Dictionnaires des colonels de Napoléon, S.P.M., 2013, 978 p. (ISBN 978-2-296-53887-0, lire en ligne)